# Ouyang Xiu
Ouyang Xiu (歐陽修T, 欧阳修S, Ōuyáng XiūP, nome di cortesia Yǒngshū (永叔), conosciuto anche come Zuìwēng (醉翁, Vecchio Ubriacone) e Liùyī Jūshì (六一居士); Mianyang, 6 agosto 1007 – Fuyang, 22 settembre 1072) è stato un poeta, scrittore, storico e statista cinese della Dinastia Song.

## Biografia
Nato in una famiglia povera a Mianyang, perse il padre già all'età di quattro anni. Poiché non poteva permettersi una formazione scolastica tradizionale studiò da autodidatta. Nel 1030, al terzo tentativo, passò l'esame di Jinshi.
Nominato funzionario a Luoyang, la vecchia capitale orientale della dinastia Tang, divenne dapprima sostenitore del rinomato riformatore Wang Anshi, e più tardi suo acerrimo avversario.
Nel 1034 ottenne un incarico all'Accademia imperiale di Kaifeng, dove divenne collaboratore di Fan Zhongyan, prefetto di Kaifeng. Nel 1041 fu chiamato a corte per redigere un catalogo annotato della biblioteca imperiale.
Allontanato dalla corte per ragioni politiche, fu trasferito per breve tempo a Chuzhou (滁州; Provincia Anhui). Più tardi fu richiamato a corte come consigliere, ma la morte della madre, nel 1052, lo spinse a ritirarsi per oltre due anni a vita privata.
Tornato agli incarichi ufficiali, entrò a far parte della prestigiosa Accademia di Hanlin e investito del compito di compilare una nuova storia della dinastia Tang: il Nuovo Libro dei Tang (Xīn Táng Shū; 新唐書), che portò a termine solo nel 1060.
Fu anche ambasciatore presso la dinastia Liao, ed esaminatore e riformatore degli esami imperiali.
Agli inizi degli anni 1060 era uno degli uomini più potenti a corte, svolgendo contemporaneamente gli incarichi di accademico, consigliere, vicecommissario degli affari militari e vice ministro delle finanze. La sua posizione non mancò di suscitare gelosie, e Ōuyáng fu accusato di crimini infamanti, accuse senza fondamento che tuttavia portarono ad un'inchiesta che lo umiliò. Fu trasferito quindi nelle province di Anhui e Shandong.
Ritiratosi dalla vita pubblica nel 1071, Ouyang Xiu morì a Fuyang nel 1072.

## Opere
Come storico, Ōuyáng Xiū editò i nuovi Annali Tang (xīn táng shū; 新唐書), una Storia di cinque dinastie (xīn wǔdài shǐ; 新五代史) e un'opera su iscrizioni di bronzo e di pietra.
La sua prosa si orienta a Han Yu, un protagonista del movimento Letteratura in stile classico (gǔwén yùndòng; 古文運動).
Normalmente Ōuyáng Xiu viene annoverato, come Han Yu, Liu Zongyuan, Su Xun, Su Shi, Su Che, Zeng Gong e Wang Anshi, tra gli "otto grandi prosaisti delle epoche Tang e Song". Nella sua famosa opera Il padiglione del vecchio ubriacone (zuìwēng tíngjì ; 醉翁亭記) descrisse la sua vita nel ritiro rurale durante il suo esilio, immersa tra montagne, fiumi ed abitanti di Chuzhou. Durante il suo ritiro volontario al fiume Ying nei suoi ultimi anni scrisse invece la Storia del studioso calmo sei-uno (liùyī jūshì ; 六一居士): I primi cinque dei sei "uno" (unità) rappresentano gli averi del poeta: la sua biblioteca di diecimila volumi, una collezione di iscrizioni antiche in pietra e in bronzo, un guqin, il weiqi e un bicchiere di vino. Il sesto "uno" invece è Ōuyáng Xiu stesso. Nell'Elegia sui suoni d'autunno cerca senza successo d'avvertire il suo giovane servitore che la musica di fine estate annuncia il declino, che il suono Shang è onnipresente e minaccioso.
I poemi d'Ōuyáng Xiu si presentano di solito in tono rilassato, umoristico e autoironico. Coltiva tanto lo stile Shi quanto lo stile Ci. Nei poemi Shi si riduce, fedele al modello della media epoca Tang, all'essenziale, ed evita in particolare l'ampollosità dei tardi Tang. In ogni caso, è ai poemi Ci che Ōuyáng Xiu deve la sua celebrità. In particolare, la sua collezione Bellezza del Lago d'Ovest (xīhúhǎo; 西湖好), da cantare secondo sulla melodia Alla raccolta del gelso (cǎisāngzǐ; 采桑子), contribuì alla diffusione del genere letterario.